# Tel Aviv Watergen Open 2022
Tel Aviv Watergen Open 2022 byl tenisový turnaj mužů hraný na profesionálním okruhu ATP Tour v krytém komplexu Expo Tel Aviv na dvorcích s tvrdým povrchem. Tel Aviv Open probíhal mezi 26. zářím až 2. říjnem 2022 v izraelském přímořském městě Tel Aviv.
Turnaj dotovaný 1 019 855 dolary patřil do kategorie ATP Tour 250. Do dvouhry nastoupilo dvacet osm hráčů a ve čtyřhře startovalo šestnáct párů. Nejvýše nasazeným singlistou se stal sedmý tenista světa Novak Djoković. Jako poslední přímý účastník do hlavní soutěže nastoupil 119. hráč žebříčku, Francouz Hugo Grenier.
Turnaj byl do 39. týdne kalendáře sezóny zařazen během července 2022 jako náhrada za zrušené podzimní turnaje v Číně v důsledku pandemických restrikcí týkajících se covidu-19. Naposledy předtím Tel Aviv hostil událost ATP Tour v roce 1996. Plánovaný návrat v sezóně 2014 byl zrušen z bezpečnostních důvodů po eskalaci izraelsko-palestinského konfliktu a zahájení izraelské Operace Ochranné ostří vůči Hamásu v Pásmu Gazy.
V důsledku invaze Ruska na Ukrajinu na konci února 2022 řídící organizace tenisu ATP, WTA a ITF s grandslamy rozhodly, že ruští a běloruští tenisté mohli dále na okruzích startovat, ale do odvolání nikoli pod vlajkami Ruska a Běloruska.
Osmdesátý devátý singlový titul na okruhu ATP Tour a třetí sezónní získal Srb Novak Djoković. Deblovou soutěž ovládli Ind Rohan Bopanna s Nizozemcem Matwém Middelkoopem, kteří si odvezli první společnou trofej.

## Rozdělení bodů a finančních odměn

### Rozdělení bodů
| Soutěž  | Soutěž | vítězové | finalisté | semifinalisté | čtvrtfinalisté | 16 v kole | 28 v kole | Q  | Q2 | Q1 |
| ------- | ------ | -------- | --------- | ------------- | -------------- | --------- | --------- | -- | -- | -- |
| dvouhra | [ 1 ]  | 250      | 150       | 90            | 45             | 20        | 0         | 12 | 6  | 0  |
| čtyřhra | [ 9 ]  | 250      | 150       | 90            | 45             | 0         | —         | —  | —  | —  |

### Finanční odměny
| Soutěž                                | Soutěž       | vítězové  | finalisté | semifinalisté | čtvrtfinalisté | 16 v kole | 28 v kole | Q2      | Q1      |
| ------------------------------------- | ------------ | --------- | --------- | ------------- | -------------- | --------- | --------- | ------- | ------- |
| dvouhra                               | [ 1 ] [ 10 ] | 144 415 $ | 84 245 $  | 49 535 $      | 28 700 $       | 16 660 $  | 10 185 $  | 5 090 $ | 2 775 $ |
| čtyřhra                               | [ 9 ]        | 50 180 $  | 26 850 $  | 15 740 $      | 8 800 $        | 5 180 $   | —         | —       | —       |
| částka ve čtyřhrách je uvedena na pár |              |           |           |               |                |           |           |         |         |

## Dvouhra

### Nasazení
| Stát                         | Hráč                    | ATP | Nasazení |
| ---------------------------- | ----------------------- | --- | -------- |
| Srbsko                       | Novak Djoković          | 7.  | 1.       |
| Chorvatsko                   | Marin Čilić             | 16. | 2.       |
| Argentina                    | Diego Schwartzman       | 17. | 3.       |
| USA                          | Maxime Cressy           | 34. | 4.       |
| Nizozemsko                   | Botic van de Zandschulp | 35. | 5.       |
|                              | Aslan Karacev           | 39. | 6.       |
| Francie                      | Adrian Mannarino        | 47. | 7.       |
| Nizozemsko                   | Tallon Griekspoor       | 48. | 8.       |
| Žebříček ATP k 19. září 2022 |                         |     |          |

### Jiné formy účasti
Následující hráčí obdrželi divokou kartu do hlavní soutěže:
- Hamad Medjedović
- Jišaj Oli'el
- Dominic Thiem

Následující hráči postoupili z kvalifikace:
- Liam Broady
- Marius Copil
- Cem İlkel
- Edan Lešem

Následující hráč postoupil z kvalifikace jako šťastný poražený
- Vasek Pospisil

### Odhlášení
před zahájením turnaje
- Benjamin Bonzi → nahradil jej  Hugo Grenier
- Karen Chačanov → nahradil jej  J. J. Wolf
- Alex Molčan → nahradil jej  Tomás Martín Etcheverry
- Tommy Paul → nahradil jej  Constant Lestienne
- Albert Ramos-Viñolas → nahradil jej  Vasek Pospisil

## Čtyřhra

### Nasazení
| Stát                                                                                  | Hráč              | Stát       | Hráč             | ATP | Nasazení |
| ------------------------------------------------------------------------------------- | ----------------- | ---------- | ---------------- | --- | -------- |
| Indie                                                                                 | Rohan Bopanna     | Nizozemsko | Matwé Middelkoop | 45. | 1.       |
| Německo                                                                               | Kevin Krawietz    | Německo    | Andreas Mies     | 60. | 2.       |
| Mexiko                                                                                | Santiago González | Argentina  | Andrés Molteni   | 68. | 3.       |
| Uruguay                                                                               | Ariel Behar       | Argentina  | Máximo González  | 93. | 4.       |
| Žebříček ATP k 19. září 2022; číslo je součtem žebříčkového postavení obou členů páru |                   |            |                  |     |          |

### Jiné formy účasti
Následující páry obdržely divokou kartu do hlavní soutěže:
- Daniel Cukierman /  Edan Lešem
- Hamad Medjedović /  Jišaj Oli'el

Následující pár nastoupil z pozice náhradníka:
- Marco Bortolotti /  Sergio Martos Gornés

### Odhlášení
před zahájením turnaje
- Benjamin Bonzi /  Arthur Rinderknech → nahradili je  Marco Bortolotti /  Sergio Martos Gornés
- Tomás Martín Etcheverry /  Albert Ramos-Viñolas → nahradili je  Novak Djoković /  Jonatan Erlich

## Přehled finále

### Mužská dvouhra
- Novak Djoković vs.  Marin Čilić, 6–3, 6–4

### Mužská čtyřhra
- Rohan Bopanna /  Matwé Middelkoop vs.  Santiago González /  Andrés Molteni, 6–2, 6–4